# Ariana Nozeman
Ariana Nozeman (även Noseman eller Noosman) var en av Nederländernas första skådespelerskor. Hon föddes som Ariana van den Bergh i Middelburg år 1626 eller 1628 och avled i Amsterdam den 7 december 1661. Debuten skedde på Amsterdamscenen 1655. På den tiden spelades kvinnoroller av män utklädda till kvinnor.

## Biografi

### Vandrartrupp
Ariana Nozeman var dotter till skådespelaren och diktaren Adriaan van den Bergh. Förmodligen stod hon redan som barn på scenen eftersom hennes far ledde ett resande teatersällskap som turnerade runt om i Europa.
På den tiden var det vanligt att skådespelarnas hustrur och barn deltog i teaterarbetet.
Senare spelade hon med i ett sällskap bestående av holländska komedianter under ledning av Jan Baptist van Fornenbergh. Denna trupp som turnerade i Nordtyskland och Skandinavien mellan 1649 och 1654, spelade inte bara på marknader utan också vid olika kungliga hov. I maj 1653 uppträdde de inför drottning Kristina, som förstod holländska. Enligt en hovman fann drottningen stycket medelmåttigt. Mer framgång hade ensemblen vid änkedrottning Maria Eleonoras hov på slottet Nyköpingshus i Nyköping. Hon engagerade truppen som bestod av tretton personer, män och kvinnor, Ariana Nozeman var en av dem, i fem veckor. Hon var förmodligen den första professionella skådespelerskan som någonsin uppträtt i Sverige.

### Första skådespelerska
Ariana Nozemans namn finns upptaget på räkningar från den 30 juni 1655 från Amsterdamse Schouwburg (Amsterdamteatern). Skådespelerskan erhöll för 17 föreställningar 76,50 gulden. Hennes arvode var högre än de flesta manliga kollegernas. Hon tjänade till och med mer än sin man, mästarkomedianten Gillis Nozeman, för hon bar sina egna kostbara toaletter under föreställningarna. Förmodligen fick hon som kvinna chansen att uppträda på scenen, efter det att sex skådespelare lämnat Amsterdamscenen.
Hon debuterade den 19 april i ett stycke där handlingen utspelades i det antika Rom och hette "Oförlikneliga Ariana". Kort därefter bröt pesten ut och teatern måste stängas.
Ariana Nozeman spelade för det mesta tragiska roller. Hon var också den första skådespelerskan i Amsterdam, som uppträdde i en historisk pjäs "Gijsbrecht van Aemstel“ av Joost van den Vondel, den mest kände diktaren i Holland under sextonhundratalet. Sällan spelade hon med i farser eller komedier med undantag för huvudrollen i „ Lichte Klaartje“, en fars som hennes man hade skrivit och där hon till och med sjöng. Ariana Nozeman var också Hollands första balettdansös, de äkta makarna Nozeman var Hollands första skådespelarpar och de stod ofta gemensamt på scenen. Dottern följde i moderns fotspår och debuterade vid sex års ålder.

### Reformert motstånd
Vid en av Amsterdams grachter (kanaler) ägde makarna Nozeman en krog vid namnet "Kamelen“. 
Att Ariana uppträdde offentligt på scenen inför publik sågs inte med blida ögon av den stränga reformerta holländska kyrkan, som på sextonhundratalet förde en hård kamp gentemot teatern. Men republiken Holland var en världsmakt, huvudstaden Amsterdams namn stod för frihet och tolerans. Författare och filosofer som Descartes och Locke som förvisats fann en fristad i denna stad, där deras verk och även skrifter av pornografiskt slag kunde tryckas.
När ridån föll för Ariana Nozeman för sista gången hade hon inte hunnit fylla 35. Hon dog i Amsterdam den 7 december 1661. Tre månader dessförinnan hade hon förlorat den ende sonen Mathijs, sju år gammal. Kanske var det av brustet hjärta, men det kan också ha varit pesten hon föll offer för. Skådespelerskan begravdes i Oude Kerk (Gamla Kyrkan) som ligger i det berömda Röda kvarteret i Amsterdam. Hennes bortgång betydde en stor förlust för teatern. Omedelbart efter jordfästningen skrev Amsterdamteaterns ledning kontrakt med fyra nya skådespelerskor för att ersätta Ariana.

## Eftermäle
1955, trehundra år efter debuten, fick Ariana Nozeman det erkännande hon förtjänat som Hollands första skådespelerska. Amsterdams stadsförvaltning uppkallade en gata till hennes minne.